# Karoline Edtstadler
Karoline Edtstadler (ur. 28 marca 1981 w Salzburgu) – austriacka polityk, prawniczka i samorządowiec, w latach 2017–2019 sekretarz stanu w ministerstwie spraw wewnętrznych, parlamentarzystka, w latach 2020–2025 minister w rządzie federalnym, od 2025 starosta krajowy Salzburga.

## Życiorys
Kształciła się w szkołach w Elixhausen i Salzburgu, w 2004 ukończyła studia prawnicze na Universität Salzburg. W latach 2004–2006 była radną gminy Henndorf am Wallersee. W tym samym okresie odbywała aplikację sądową w sądach w Mondsee i w rodzinnej miejscowości. Podjęła następnie pracę w wymiarze sprawiedliwości, w latach 2008–2011 orzekała w sądzie okręgowym w Salzburgu. W latach 2011–2016 pracowała w ministerstwie sprawiedliwości, w tym od 2014 jako członkini gabinetu ministra Wolfganga Brandstettera. W 2016 została zatrudniona jako prawniczka w Europejskim Trybunale Praw Człowieka.
W grudniu 2017 z rekomendacji Austriackiej Partii Ludowej objęła stanowisko sekretarza stanu w resorcie spraw wewnętrznych, dołączając do administracji rządowej Sebastiana Kurza. W 2019 uzyskała mandat posłanki do Parlamentu Europejskiego IX kadencji.
W styczniu 2020 powołana na ministra bez teki w drugim rządzie Sebastiana Kurza. Po modyfikacji struktury gabinetu zgodnie z wcześniejszymi ustaleniami powierzono jej następnie sprawy dotyczące Unii Europejskiej. Pozostała na dotychczasowej funkcji w październiku 2021, gdy nowym kanclerzem został Alexander Schallenberg, a także w grudniu 2021, gdy na czele gabinetu stanął Karl Nehammer. Urząd ten sprawowała do marca 2025.
W wyborach w 2024 została wybrana w skład Rady Narodowej. W lipcu 2025 została starostą krajowym Salzburga, w poprzednim miesiącu objęła też kierownictwo nad strukturami partii w tym kraju związkowym.

## Odznaczenia
- Wielki Krzyż Orderu Zasługi Księstwa Liechtenstein (2023)[10]